# Selèucia del Belos
Selèucia del Belos (en llatí Seleuceia ad Belum, en grec antic Σελεύκεια πρὸς Βήλῳ) de vegades anomenada Seleucobelos (Σελευκόβηλος, 'Seleukóbēlos') era una ciutat del districte de Cassiotis a la vora del riu Belos, un afluent o nom alternatiu de l'Orontes, que hauria estat situada a uns 50 km a l'est d'Antioquia, encara que la seva situació és incerta. En parlen Claudi Ptolemeu i Plini el Vell, encara que aquest últim la situa més a l'interior de Síria.